# Stenothoe stephenseni
Stenothoe stephenseni is een vlokreeftensoort uit de familie van de Stenothoidae. De wetenschappelijke naam van de soort is voor het eerst geldig gepubliceerd in 1951 door Reid.